# Zeche Zollern

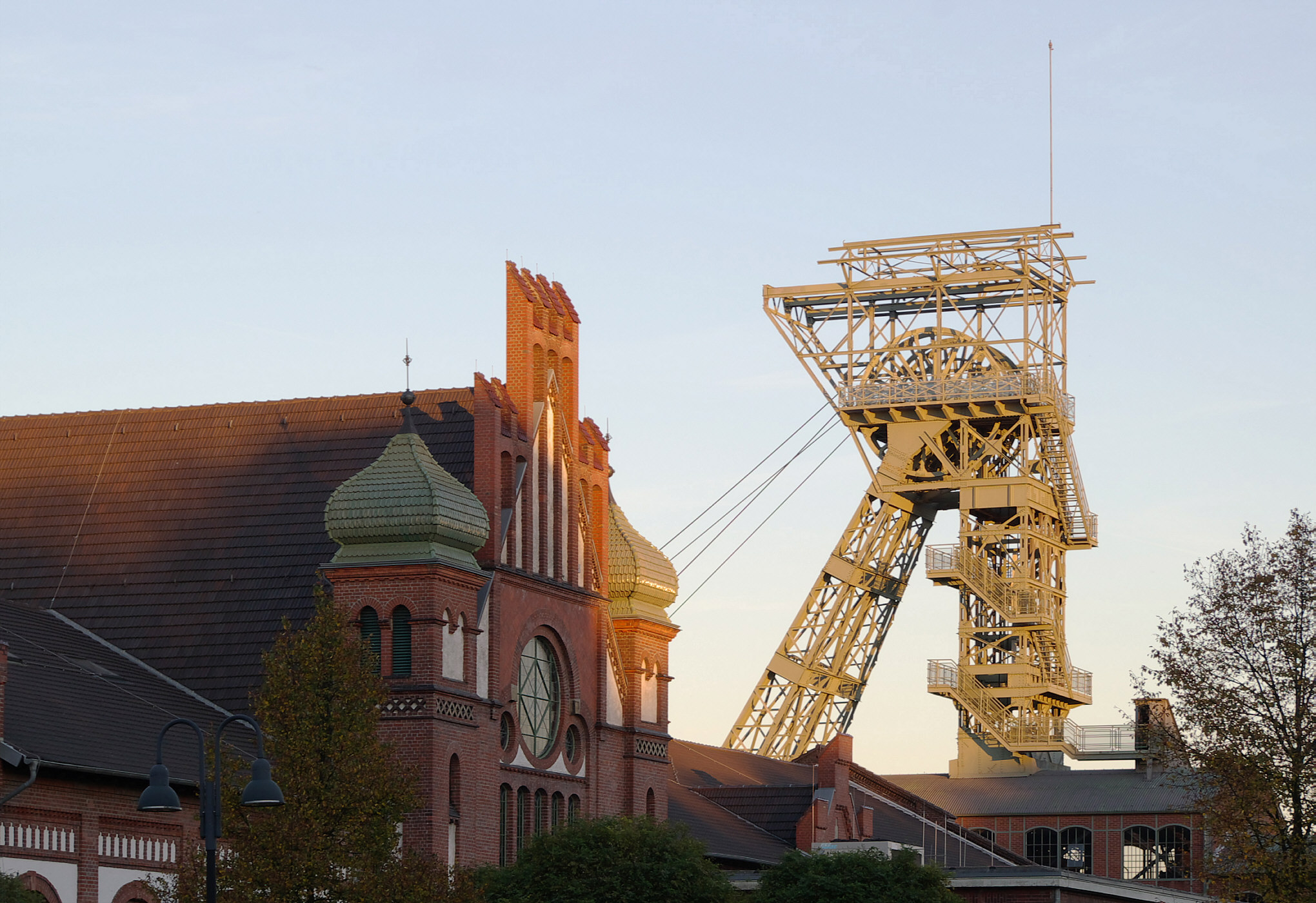
Zeche Zollern

De kolenmijn en het industriecomplex Zeche Zollern II/IV  in Dortmund is bekend als het Schloss der Arbeit (Nederlands: kasteel van de arbeid) is een museum ten het westen van de stad en is een centraal punt op de Route der Industriekultur, die langs industriële bezienswaardigheden in Europa gaat. Zollern is een van de belangrijkste mooiste en imposantste getuigenissen van het industriële verleden van Duitsland. De machinehal met haar beroemde portaal in Jugendstil groeide uit tot een icoon van het complex.

## Geschiedenis

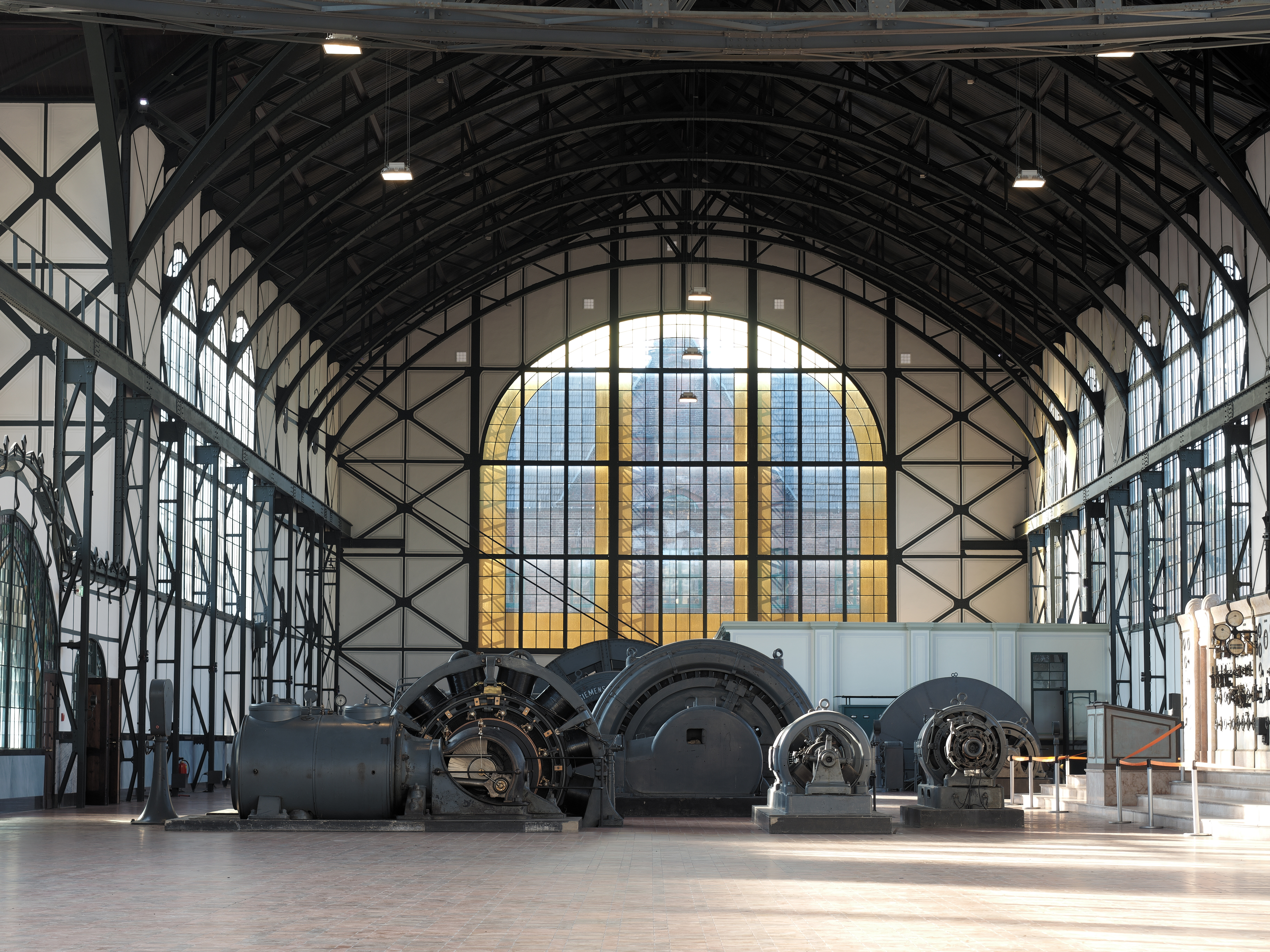
Art Nouveau venster

De Zeche Zollern werd in 1899 als grote kolenmijn in Dortmund-Bövinghausen in gebruik genomen en diende vanaf het begin aan als voorbeeldmijn van het Ruhrgebied om daarmee welvaart en progressie uit te stralen. Voorgevels van baksteen vol pracht en praal en gedecoreerde topgevels rondom de groene binnenplaats (cour d’honneur) doen op het eerste gezicht eerder denken aan een adellijke residentie dan aan een mijn. Precies deze gelijkenis vormde een onderdeel van het bouwkundig concept (1898-1904).
Tot midden jaren 60 werd hier steenkool gewonnen. Als alles was verlopen volgens de plannen uit de jaren 60 van de twintigste eeuw, toen de Zeche Zollern net buiten bedrijf was genomen, dan zou op deze plek nu een snelweg lopen en dit buitengewone industriële monument zou niet meer bestaan. Gelukkig engageerden zich toentertijd vele burgers voor het behoud van het esthetische gebouw uit staal en glas en zorgden zo voor het begin van de industriële monumentenzorg in het Ruhrgebied. Sinds 1969 is de mijn Zollern een beschermd monument.
Tegenwoordig herinnert het museum aan deze vroegere tijden en biedt een kijkje in de geschiedenis van de zware nijverheid van de afgelopen eeuw. In 2010, toen het Ruhrgebied Culturele hoofdstad van Europa was, was het terrein van de voormalige mijn het middelpunt van de activiteiten.

## Museum
Het LWL-Industriemuseum - Provincaal Westfaals museum voor industriële cultuur behoorde tot het Stiftung Industriedenkmale und Geschichtskultur (Nederlands: Stichting van industrieel erfgoed en historische cultuur). Het LWL-Industriemuseum Zeche Zollern vandaag de dag op indrukwekkende wijze de verhalen van vrouwen en mannen die in de mijn jarenlang ondergronds “ploeterden”. De weergave van de sociale en culturele geschiedenis van de mijnbouw in het Ruhrgebied laat voorbeeldlevens van werklui en authentieke museumstukken zien.

## Evenementen
In de mijn vindt een groot aantal verschillende evenementen plaats. Een keer per jaar is de mijn de speellocatie van ExtraSchicht, de nacht van de industriële cultuur in het Ruhrgebied. Dan wordt zijn façade in licht en kleuren ondergedompeld en wordt het terrein en de hallen als podium en coulissen gebruikt. Regionale, nationale en zelfs internationale kunstenaars treden dan hier op. Met regelmatige tussenpozen brengen zangers en bands van alle genres hun repertoire ten gehore. Bovendien zijn er dansmanifestaties, markten, lezingen, cabaret, comedy en theater in het lange programma van de mijn.

## Foto's

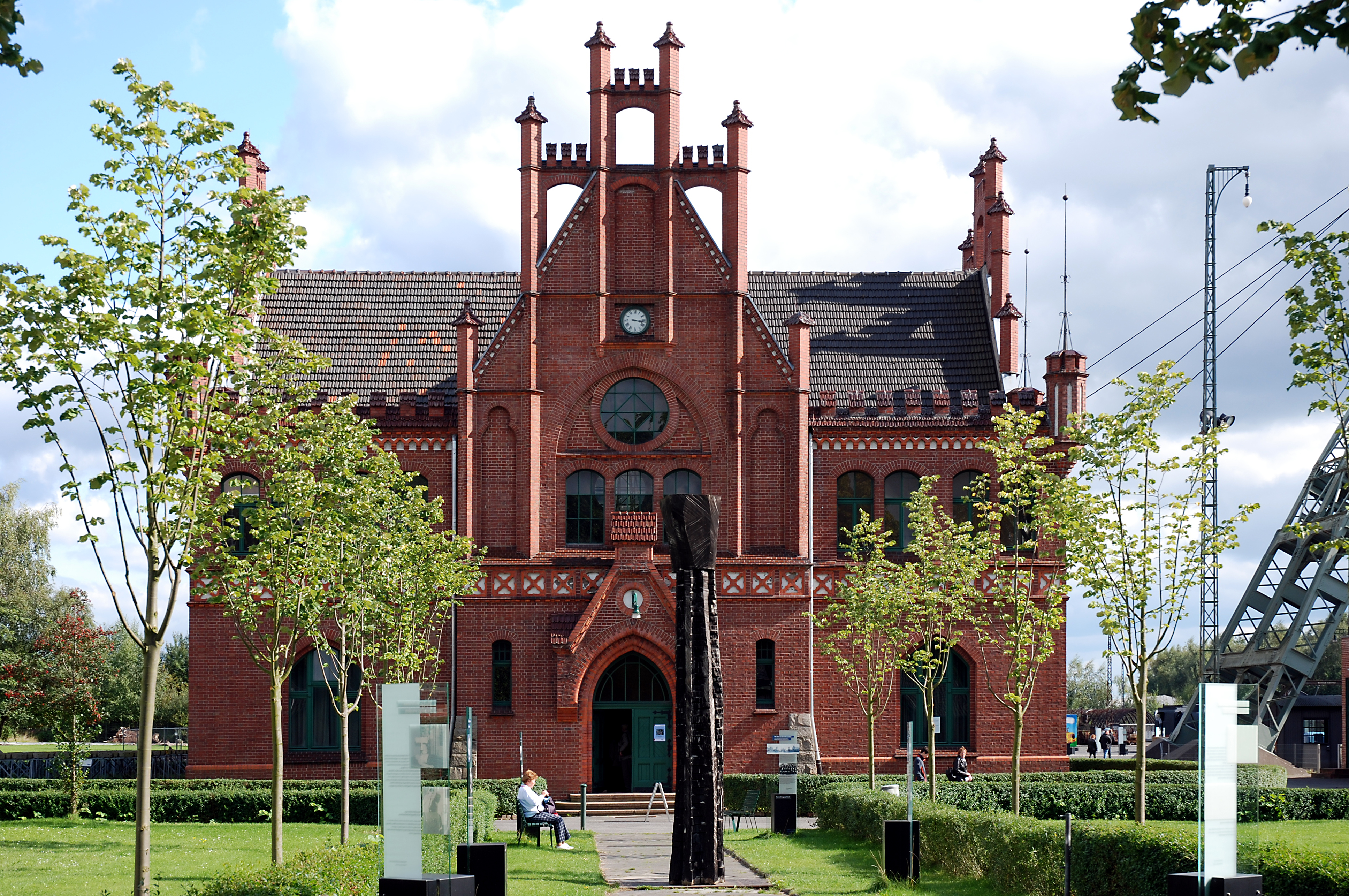
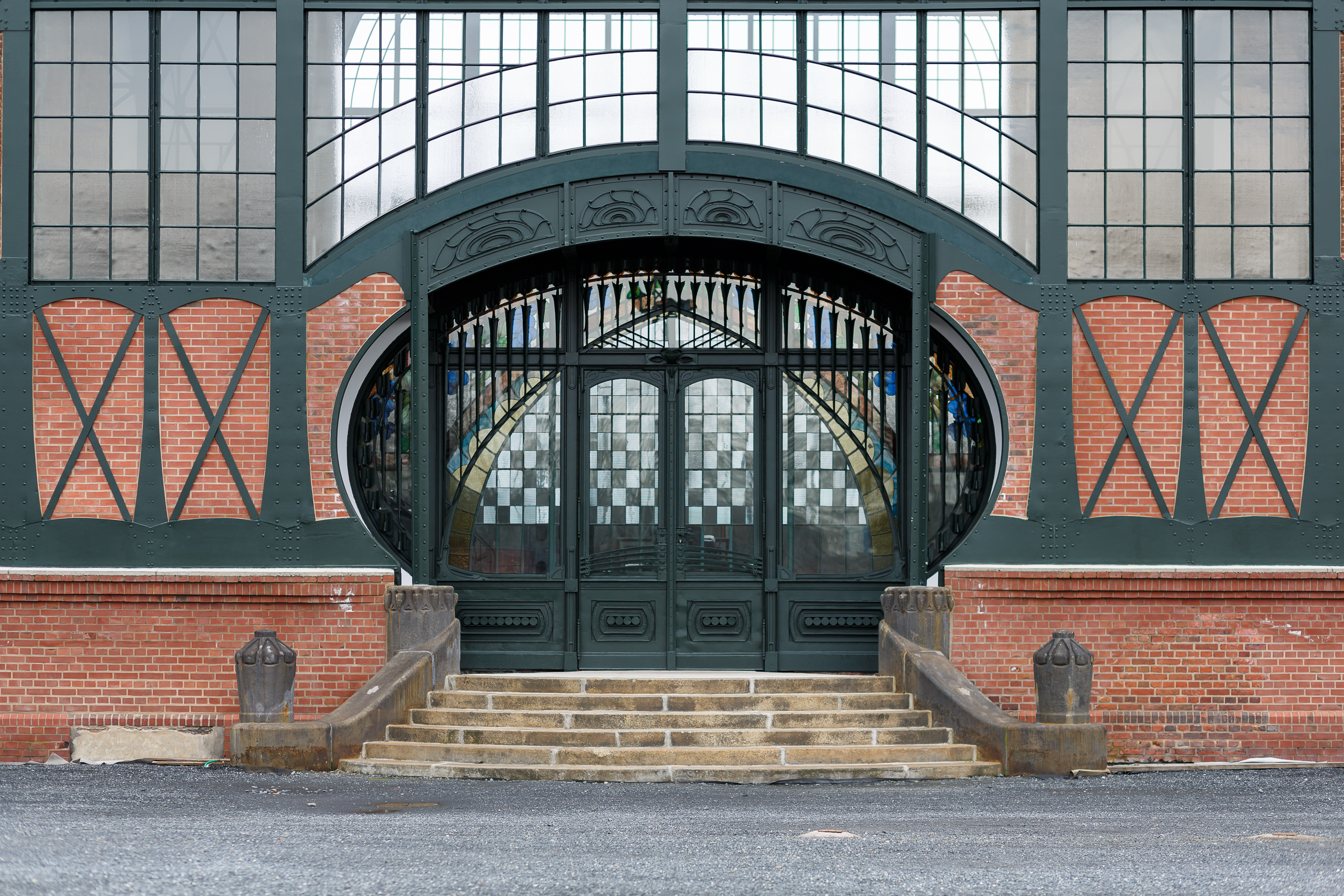
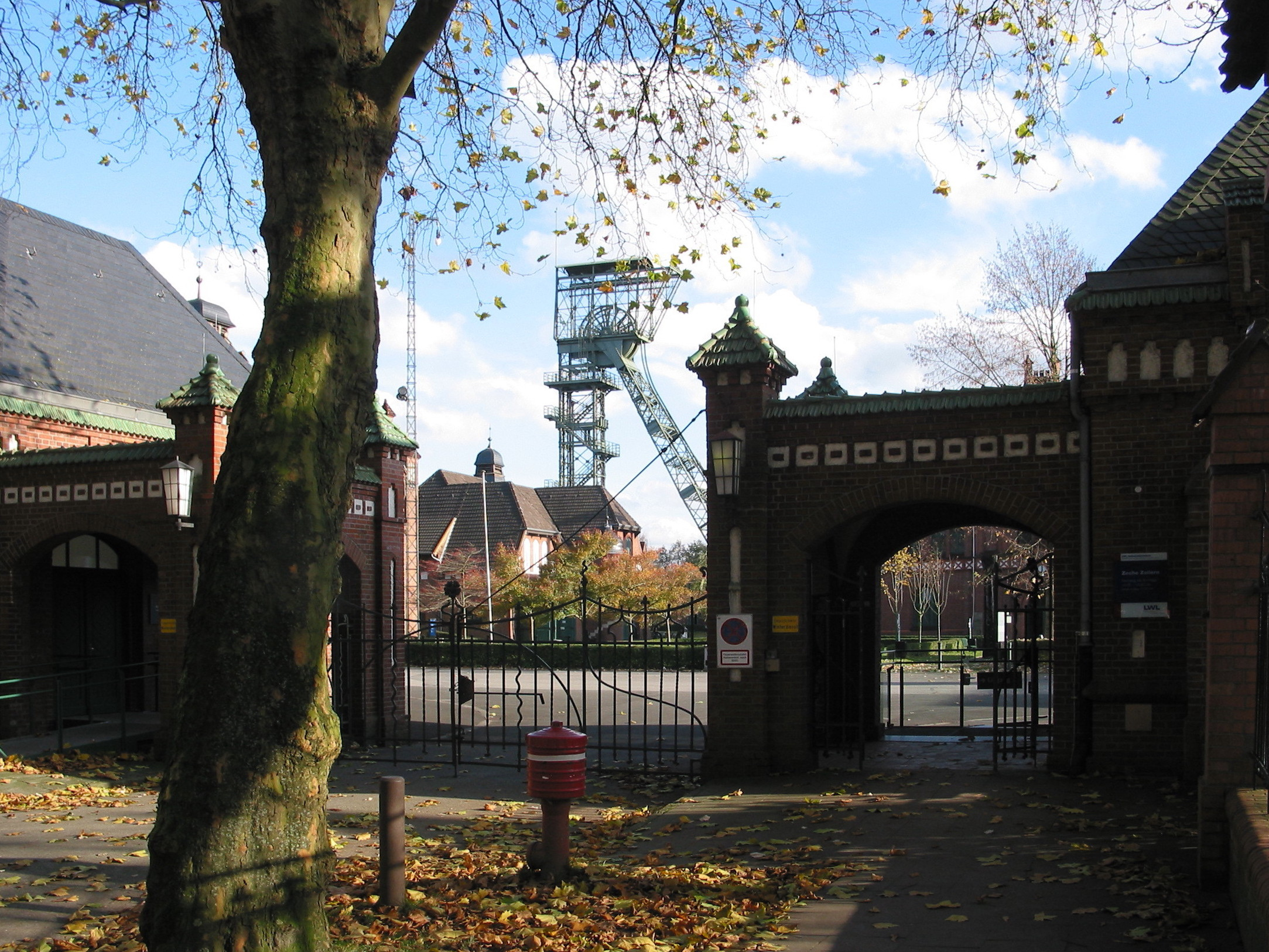
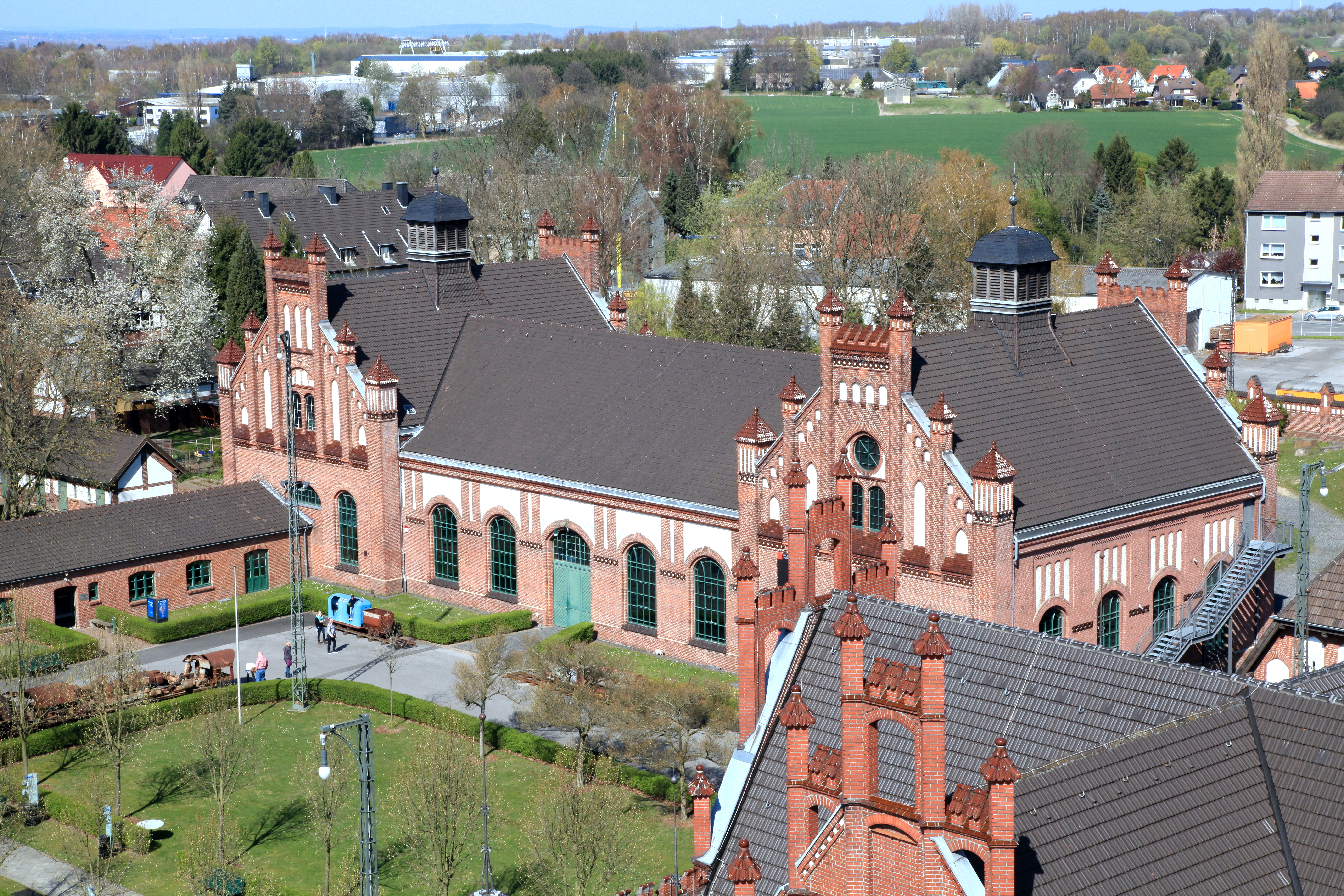
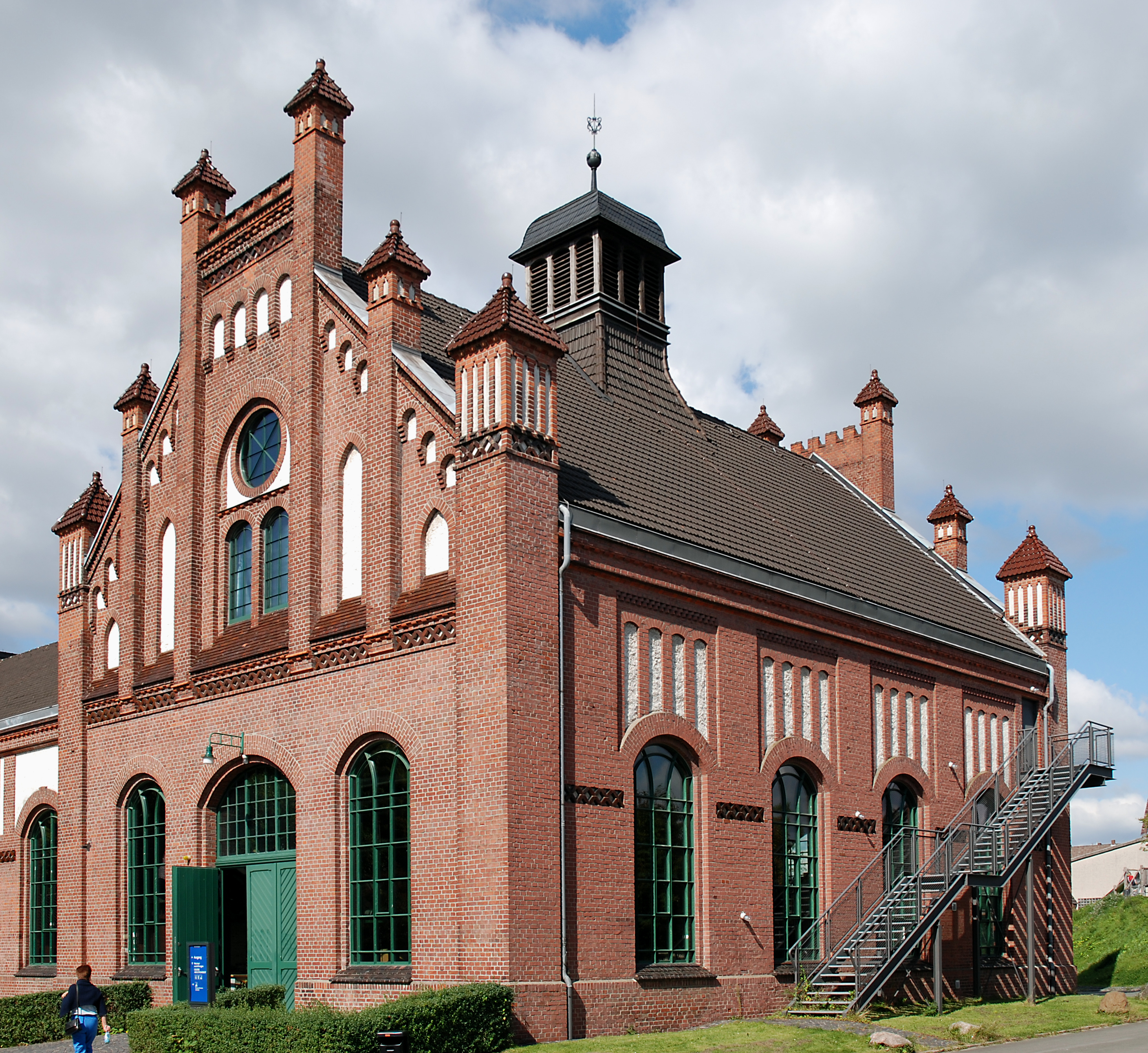
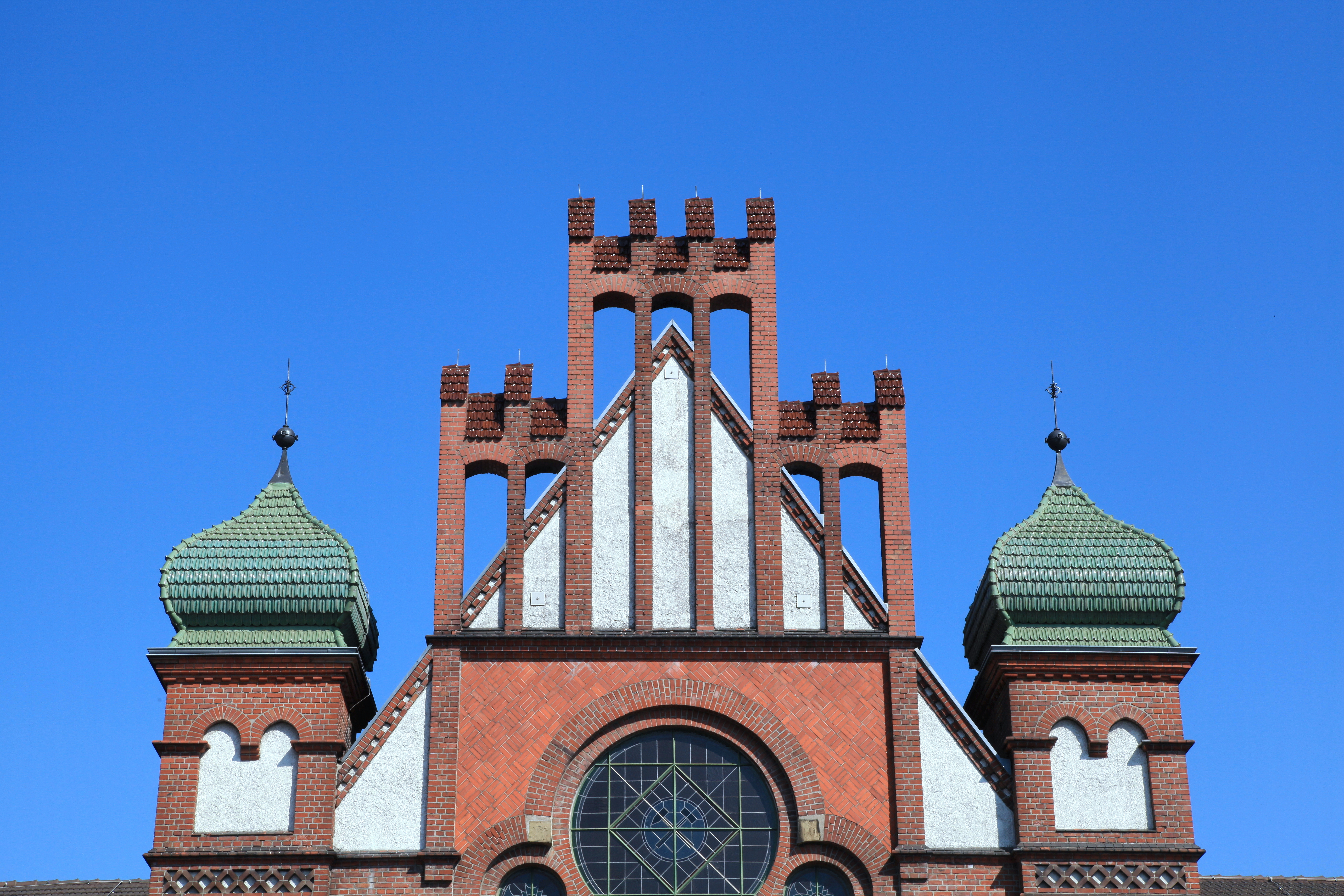

Dom van Aken · Abdij en Altenmünster van Lorsch · Slot Augustusburg en slot Falkenlust in Brühl · Bamberg · Bauhaus en zijn sites in Weimar, Dessau en Bernau · Klassiek Weimar · Fagusfabriek · Rammelsbergmijnen en historische stad Goslar · Dom van Keulen · Hanzestad Lübeck · Luthergedenkplaatsen in Eisleben en Wittenberg · Abdij van Maulbronn · Groeve Messel · Fürst-Pückler-Park Bad Muskau · Kloostereiland Reichenau · Museuminsel in Berlijn · Parklandschap Dessau-Wörlitz · Stiftskerk, kasteel en historisch centrum van Quedlinburg · Bedevaartskerk van Wies · Historisch centrum van Regensburg met Stadtamhof · Romeinse monumenten, Dom en Onze-Lieve-Vrouwekerk in Trier · Oude en voorhistorische beukenbossen van de Karpaten en andere regio's van Europa · Paleizen en parken van Potsdam en Berlijn · Michaeliskirche en Dom van Hildesheim · Dom van Speyer · Historisch centrum van Stralsund en Wismar · Stadhuis en Rolandstandbeeld van Bremen · Grenzen van het Romeinse Rijk: Opper-Germaans-Raetische limes · Bovenloop van het Midden-Rijndal · IJzersmelterij van Völklingen · Kasteel Wartburg · Residentie van Würzburg · Kolenmijn en industriecomplex Zeche Zollverein in Essen · Modernistische woonwijken in Berlijn · Waddenzee · Prehistorische paalwoningen in de Alpen · Markgrafelijk Operahuis in Bayreuth · Bergpark Wilhelmshöhe · Karolingisch westwerk en Civitas Corvey · Speicherstadt en het Kontorhausviertel met het Chilehaus in Hamburg · Architecturaal werk van Le Corbusier (Weißenhofsiedlung) · Grotten en kunst uit de ijstijd in de Zwabische Jura · Archeologisch grenslandschap van Hedeby en de Danevirke · Dom van Naumburg ·  Mijnstreek Erzgebirge/Krušnohoří · Waterbeheersysteem van Augsburg · Historische kuuroorden van Europa (Bad Ems, Baden-Baden en Bad Kissingen) · Mathildenhöhe Darmstadt · Grenzen van het Romeinse Rijk - De Neder-Germaanse limes · ShUM-sites van Speyer, Worms en Mainz · Grenzen van het Romeinse Rijk - De Donaulimes (Westelijk gedeelte)  · Joods-middeleeuws erfgoed van Erfurt · Complex van de residentie van Schwerin · Moravische kerknederzettingen (Herrnhut)